# シュワン・ジャラル
シュワン・サマン・ジャラル（Shwan Saman Jalal, 1983年8月14日 - ）は、イラク・バグダード出身の元サッカー選手。ポジションはゴールキーパー。

## 経歴
2001年8月にプレミアリーグのトッテナム・ホットスパーFCに加入したが、プレミアリーグへの出場機会は無かった。
2008年から所属したAFCボーンマスでは守護神として活躍。しかしボーンマスがフットボールリーグ・チャンピオンシップに昇格すると、出場機会を失った。キャリアにおいて、トップディビジョンであるプレミアリーグとセカンドディビジョンであるフットボールリーグ・チャンピオンシップでの出場機会は1試合も無い。
マクルズフィールド・タウンFCに所属した2017-18シーズンにカンファレンス・ナショナル優勝、フットボールリーグ2昇格に貢献。リーグベストイレブンにも選出された。
2018年5月、リーグ2からカンファレンス・ナショナルに降格したチェスターフィールドFCに加入した。
引退後、ロッチデールAFCのアカデミーコーチを経て、ストックポート・カウンティFCのGKコーチを務めた。2022年10月からは、現役時代に長く所属したボーンマスにて監督を務めていたエディ・ハウが指揮するニューカッスル・ユナイテッドFCのGKコーチに就任した。